# Gioiese 1918
Der Verein Associazione Sportiva Dilettantistica Gioiese 1918, auch bekannt als Gioiese 1918, ist ein italienischer Fußballverein mit Sitz in der Stadt Gioia Tauro. Der Verein spielt derzeit in der Serie D, der vierthöchsten Spielklasse im italienischen Fußball.
Der heutige Verein wurde 1967 gegründet und ist der Nachfolger des historischen A.C. Gioiese, der bereits 1918 gegründet wurde. Dieser stellte seine Aktivitäten im Jahr 2003 ein, nachdem er in der zweiten Kategorie gespielt hatte.
Im Laufe der Zeit übernahmen verschiedene Vereine die sportliche Tradition der Stadt Gioia Tauro. Zuerst war es der Calcio Riunite im Jahr 2002, dann der G.S. Gioia Tauro und schließlich die  . Letztere, die seit 1967 ununterbrochen sportliche Aktivitäten durchführt, hat im Jahr 2019 ihren aktuellen Namen angenommen.

## Geschichte
Der Associazione Sportiva Dilettantistica Gioiese 1918, auch bekannt als Gioiese, ist ein italienischer Fußballverein, der 1918 gegründet wurde. Nach der Teilnahme an verschiedenen regionalen Meisterschaften gelang es dem Verein in der Saison 1946–1947 in die Serie C aufzusteigen. In der Saison 1973–1974, unter der Leitung von Franco Scoglio, war der Verein knapp davor, in die Serie C aufzusteigen und belegte den zweiten Platz in der Serie D. In der Saison 1982–1983 gelang schließlich der Aufstieg in die Serie C. Aufgrund wirtschaftlicher Probleme wurde der Verein jedoch im Jahr 2004 aufgelöst. In der Saison 2012–2013 gelang der Libero Calcio Nuova Gioiese der Aufstieg in die Serie D, und in der Saison 2022–2023 erreichte das Team erneut den Aufstieg in die Serie D.